# Johannes Karup
Johannes Karup, född 1854, död 1927 i Köpenhamn, var en dansk-tysk försäkringsmatematiker och titulärprofessor.
Karup var son till försäkringsmannen Wilhelm Karup och flyttade tidigt med sina föräldrar till Tyskland. Han trädde som 17-åring i tjänst som matematiker hos den berömda Die Gothaer Lebensversicherungsbank. Karup har utövat stort inflytande på försäkringsteknikens utveckling. Hans mest berömda verk var Die Reform des Versicherungswesens der Gothaer Lebensversicherungsbank (2 band, 1903), där han bland annat byggde på begreppet selekt dödlighet.